# پروکاریوت

ساختار یاختهٔ پیش‌هسته‌ای باکتری

پروکاریوت‌ها یا پیش‌هسته‌ها به جاندارانی تک‌‌یاخته می‌گویند که در یاخته(ها) شان مواد هسته‌ای در هیچ غشایی قرار ندارند و هسته مشخصی را تشکیل نمی‌دهند. تنها جاندارن پروکاریوتی باکتری‌ها هستند
در مقابل، یاخته یوکاریوت‌ها (جاندارانی مثل گیاهان، جانوران، قارچها و بعضی از آغازیان)، غشایی دارد که آن را دربر می‌گیرد. بیشتر باکتری‌ها جاندارانی تک‌سلولی هستند برخی دیگر هم مانند سیانوباکتری‌ها تشکیل کلنی می‌دهند. سلول‌های پروکاریوتی فاقد هسته، میتوکندری و هر اندامک غشادار دیگری هستند و تمام اجزای آن‌ها از جمله آنزیم‌ها و ریبوزوم‌ها و مادهٔ ژنتیک و… در تماس مستقیم با مایع سیتوپلاسم قرار دارد.

## ارتباط پروکاریوت‌ها با یوکاریوت‌ها
تقسیم و تمایز بین یوکاریوتها و پروکاریوت‌ها مهم‌ترین تقسیم‌بندی بین موجودات زنده به‌شمار می‌رود چرا که این دو دسته از موجودات زنده ویژگی‌های کاملاً متفاوتی با هم دارند. یوکاریوت‌ها دارای هستهٔ مشخصی هستند که ماده ژنتیک آن‌ها را از سیتوپلاسم (سایر محتویات درون سلول) جدا می‌کند ولی در پروکاریوت‌ها چنین هسته‌ای وجود ندارد و ماده ژنتیک آن‌ها مستقیماً در تماس با محتویات سلول قرار دارند. یکی دیگر از تفاوت‌های این دو دستهٔ جانداران تفاوت در ریبوزومهای آن‌ها است که وظیفهٔ پروتئینسازی را بر عهده دارد. ریبوزوم‌های پروکاریوتی در قیاس با ریبوزوم‌های یوکاریوتی بسیار کوچک‌تر هستند. نکتهٔ جالب توجه اینجاست که ریبوزوم‌های داخل میتوکندری‌ها (از اندامکهای سلول‌های یوکاریوتی) مشابه ریبوزوم‌های پروکاریوت‌ها هستند. این موضوع یکی از چندین مدرک برای قوی‌تر شدن این نظریه است که میتوکندری و کلروپلاست از هم زیستی سلول‌های پروکاریوتی با سلول پیش یوکاریوت اولیه به وجود آمده‌اند.